# د. دبليو. روبرتسون جونيور
د. دبليو. روبرتسون جونيور (بالإنجليزية: D. W. Robertson, Jr.)‏ هو صحفي وشاعر أمريكي، ولد في 11 أكتوبر 1914 في واشنطن العاصمة في الولايات المتحدة، وتوفي في 26 يوليو 1992 في تشابل هيل في الولايات المتحدة.